# Heuaktion

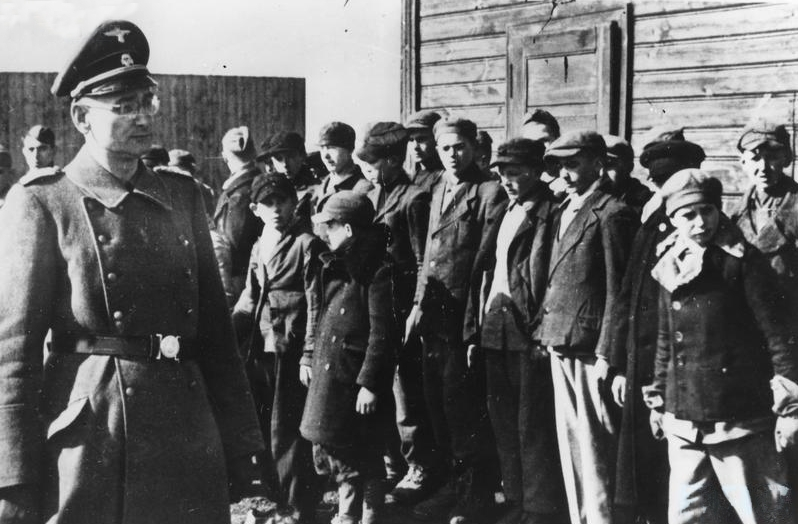
Apelación ante el centro de detención juvenil de Litzmannstadt.

Heuaktion (en alemán, literalmente: cosecha de heno, u operación de heno) fue una operación nazi de la Segunda Guerra Mundial, en la cual de 40.000 a 50.000 niños polacos de 10 a 14 años fueron secuestrados por las fuerzas ocupacionales alemanas y transportados a Alemania como trabajadores esclavos. El término "heuaktion" era un acrónimo para personas sin hogar, sin padres y sin vivienda (heimatlos, elternlos, unterkunftslos, es decir, "HEU", o acción del heno). Después de llegar a Alemania, los niños fueron entregados a la Organización Todt y los talleres de aviación Junkers. La intención del secuestro en masa era presionar a las poblaciones adultas de los territorios ocupados para que se registraran como trabajadores en el Reich y debilitar la "fuerza biológica" de las áreas de las repúblicas soviéticas que Alemania había invadido.

## Antecedentes
Alfred Rosenberg, jefe del Ministerio del Reich para los Territorios Ocupados del Este, originalmente temía que atacar a niños de 10 a 14 años de edad fuera visto como un simple secuestro, y propuso secuestrar a niños mayores de 15 a 17 años. Sin embargo, las acciones del 9.º Ejército Alemán lo indujo a consentir el secuestro de niños más pequeños.
Los niños fueron transferidos a campos especiales para niños llamados Kindererziehungslager, donde los alemanes seleccionaron niños cuyos rasgos raciales los hacían aptos para la germanización. Los niños considerados racialmente inadecuados fueron enviados a trabajos forzados o a campos de concentración, incluido Auschwitz, después de la destrucción de sus certificados de nacimiento.
Los niños fueron secuestrados por el Grupo de Ejércitos Centro y el 2.º Ejército, cuyo Jefe de Estado Mayor, Henning von Tresckow, firmó la orden de secuestrar a los niños el 28 de junio de 1944.
La operación alcanzó su punto máximo en 1944, pero debido al resultado de la guerra, los secuestros no se llevaron a cabo por completo.

## Posguerra
Los juicios de Núremberg clasificaron el secuestro de niños como parte del programa nazi de genocidio sistémico.